# オホーツク北見塩やきそば

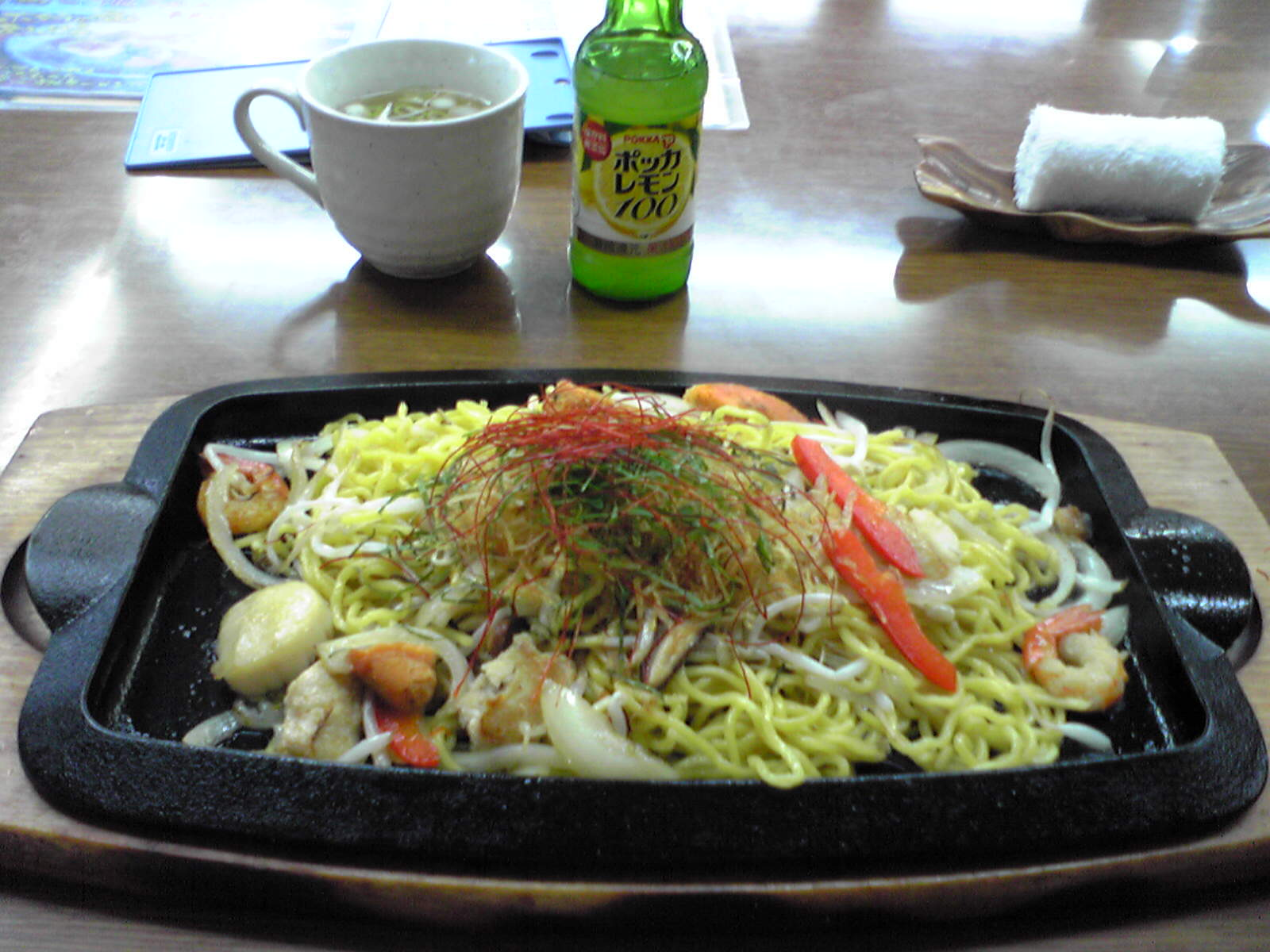
オホーツク北見塩やきそば

オホーツク北見塩やきそば（オホーツクきたみしおやきそば）は、北海道北見市で提供されている焼きそば料理である。

## 歴史
- 2006年（平成18年）秋 「新北見市の食を考える懇談会」開催。
リクルートの旅行雑誌『北海道じゃらん』編集長のヒロ中田により、ご当地グルメの開発が提唱される。
- 2007年（平成19年）2月1日 「オホーツク北見塩やきそば推進協議会」が発足。
- 2007年（平成19年）4月25日 オホーツク北見塩やきそば発表会を開催。
- 2007年（平成19年）4月26日 北見市内の複数の飲食店・ホテルで提供開始。
- 2010年（平成22年）9月19日 「第5回 B-1グランプリin厚木」で10位獲得。

## 定義・ルール等
「オホーツク北見塩やきそば」の定義・ルール8ケ条と消費者満足度を高める3ケ条が制定されている。
定義・ルール8ケ条は、以下の通り。
| - 第1条 道内産の小麦を主原料とした麺を使用する - 第2条 オホーツク海産のホタテを使用する - 第3条 生産量日本一の北見タマネギを使用する - 第4条 味付けはソースではなく塩とする - 第5条 皿ではなく、鉄板で提供する - 第6条 協議会指定の道産割り箸を使用する - 第7条 できるだけ北見にこだわったスープをつける - 第8条 シズル感を演出するために魔法の水を用意する |

消費者満足度を高める3ケ条は、以下の通り。
| - 第1条 味、食材は地元にこだわり、「オホーツク・北見」を感じられるものを提供する - 第2条 笑顔のサービスに努めるとともに、提供店同士の連携を大事にする - 第3条 トッピングや演出に工夫を凝らし、オリジナリティーを追求する |

## 関連商品
- オホーツク北見塩やきそばの味を再現したソースが、オホーツク北見塩やきそば推進協議会とブルドックソースにより共同開発され、北海道限定で発売されている。
- カップ焼きそば「日清北の焼そば　オホーツク北見塩焼きそば」がオホーツク北見塩やきそば推進協議会と日清食品により共同開発され、北海道限定で2010年8月から発売される。北見地区産のタマネギと、店舗と同じソースを使用している。同年9月からは「日清 オホーツク北見塩やきそば」として全国発売。
- ソース、蒸し麺、ホタテフレーク、タマネギ、オニオンスープ、割り箸をセットにした商品（北味グルメセット）が通信販売されている。

## オホーツク干貝柱あんかけ焼きそば
2017年夏には、網走市内を含む地元飲食店でつくるオホーツク干貝柱塩ラーメン協議会が開発した「オホーツク干貝柱あんかけ焼きそば」の提供が始まった。7月開催の「新・ご当地グルメグランプリ北海道 in 南富良野」で準グランプリとなった。